# Лабаки, Надин
Надин Лабаки (араб. نادين لبكي‎; род. 18 февраля 1974, Баадба, Ливан) — ливанская актриса, режиссёр, сценарист и клипмейкер. Её фильм «Капернаум» был номинирован на премию «Оскар» в 2019 году.

## Жизнь и карьера
Надин Лабаки родилась 18 февраля 1974 года в Ливане, городе Баадба, в семье христиан-маронитов Антуана и Антуанетт Лабаки. Старшая сестра актрисы и дизайнера Кэролайн Лабаки. Училась в университете Св. Иосифа в Бейруте (IESAV).
Её дипломный фильм 11 Rue Pasteur (1997), стал лучшим короткометражным фильмом на Биеннале арабских фильмов в парижском Институте арабского мира в 1998 году.
Она снимает видеоклипы для многих известных ливанских и арабских исполнителей, в том числе Pascale Machaalani, Noura Rahal, Katia Harb, Нэнси Аджрам. Также она снимает рекламные ролики для «Кока-колы». С 2003 года она снимается как актриса.

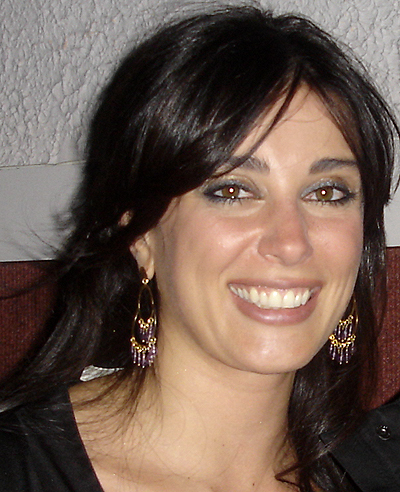
Лабаки в 2007 г.

В 2007 году она сняла свой первый фильм «Карамель», премьера которого состоялась на Каннском кинофестивале. Фильм был тепло встречен критиками и понравился зрителям. Её второй фильм «И куда мы теперь?» вышел в 2011 году. Фильм был показан на Каннском кинофестивале 2011 в рамках программы «Особый взгляд» и с тех пор коллекционирует награды по всему миру. В 2011 году на Международном кинофестивале в Торонто фильм получил «Приз зрительских симпатий».
На местных выборах мая 2016 года Лабаки выдвигалась кандидатом от активистского политического движения «Бейрут — мой город», стоящего на платформе социальной справедливости и общественного блага, однако не была избрана.
В 2018 году как режиссёр и актриса сняла фильм «Капернаум», он был номинирован на премию «Оскар» 2019 года за лучший фильм на иностранном языке.
Лабаки замужем за музыкантом Халедом Музанаром. У них есть двое детей.

## Музыкальные видеоклипы
2001
- «Tayr el Gharam» — Pascale Machaalani
- «Salemly Albak» — Noura Rahal
- «Shoflak Hall» — Noura Rahal

2002
- «Ma Fina» — Katia Harb

2003
- «Akhasmak Ah» — Нэнси Аджрам
- «Ya Salam» — Нэнси Аджрам
- «Habib Albi» — Carole Samaha
- «Sehr Ouyounou» — Нэнси Аджрам

2004
- «Al-Urdun» — Guy Manoukian
- «Tala' Fiyi» — Carole Samaha
- «Ah W Noss» — Нэнси Аджрам
- «Jayi el Hakika» — Star Academy
- «Lawn Ouyounak» — Нэнси Аджрам

2005
- «Bahebak Mot» — Yuri Mrakadi
- «B’einak» — Nawal Al Zoghbi
- «Ya Shaghelny Beek» — Nicole Saba
- «Enta Eih» — Нэнси Аджрам

2006
- «I’tazalt El Gharam» — Magida El Roumi
- «Yatabtab» — Нэнси Аджрам

2010
- «Fi Hagat» — Нэнси Аджрам

## Фильмография

### Актёрские работы
- Ramad (Ashes) — a short film by Joanna Hadjithomas and Khalil Joreige (2003)
- The Seventh Dog — a short film by Zeina Durra.
- Non métrage Libanais (2003) — a short film by Wissam Smayra; plays Nina.
- Bosta — a long feature by Philippe Aractingi; plays Alia.
- Карамель (2007) — Лайаль.
- Stray Bullet (2010) — plays Noha.
- Al Abb Wal Gharib (The Father And The Foreigner) (2010)by Ricky Tognazzi
- И куда мы теперь?  (2011) — Амаль.
- Кумир  (2015) — Шадия.
- Капернаум (2018) — Надин

### Режиссёрские работы
- Карамель (2007)
- И куда мы теперь? (2011)
- Капернаум (2018)